# Lijst van nummer 1-hits in de UK Singles Chart in 1975
Deze hits stonden in 1975 op nummer 1 in de UK Singles Chart:
| Datum        | Artiest                      | Titel                                 |
| ------------ | ---------------------------- | ------------------------------------- |
| 4 januari    | Mud                          | Lonely this Christmas                 |
| 11 januari   | Mud                          | Lonely this Christmas                 |
| 18 januari   | Status Quo                   | Down down                             |
| 25 januari   | The Tymes                    | Miss Grace                            |
| 1 februari   | Pilot                        | January                               |
| 8 februari   | Pilot                        | January                               |
| 15 februari  | Pilot                        | January                               |
| 22 februari  | Steve Harley & Cockney Rebel | Make me smile (Come up and see me)    |
| 1 maart      | Steve Harley & Cockney Rebel | Make me smile (Come up and see me)    |
| 8 maart      | Telly Savalas                | If                                    |
| 15 maart     | Telly Savalas                | If                                    |
| 22 maart     | Bay City Rollers             | Bye bye baby                          |
| 29 maart     | Bay City Rollers             | Bye bye baby                          |
| 5 april      | Bay City Rollers             | Bye bye baby                          |
| 12 april     | Bay City Rollers             | Bye bye baby                          |
| 19 april     | Bay City Rollers             | Bye bye baby                          |
| 26 april     | Bay City Rollers             | Bye bye baby                          |
| 3 mei        | Mud                          | Oh boy                                |
| 10 mei       | Mud                          | Oh boy                                |
| 17 mei       | Tammy Wynette                | Stand By Your Man                     |
| 24 mei       | Tammy Wynette                | Stand by your man                     |
| 31 mei       | Tammy Wynette                | Stand by your man                     |
| 7 juni       | Windsor Davies & Don Estelle | Whispering grass                      |
| 14 juni      | Windsor Davies & Don Estelle | Whispering grass                      |
| 21 juni      | Windsor Davies & Don Estelle | Whispering grass                      |
| 28 juni      | 10CC                         | I'm Not in Love                       |
| 5 juli       | 10CC                         | I'm Not in Love                       |
| 12 juli      | Johnny Nash                  | Tears on my pillow                    |
| 19 juli      | Bay City Rollers             | Give a little love                    |
| 26 juli      | Bay City Rollers             | Give a little love                    |
| 2 augustus   | Bay City Rollers             | Give a little love                    |
| 9 augustus   | Typically Tropical           | Barbados                              |
| 16 augustus  | The Stylistics               | Can't give you anything (but my love) |
| 23 augustus  | The Stylistics               | Can't give you anything (but my love) |
| 30 augustus  | The Stylistics               | Can't give you anything (but my love) |
| 6 september  | Rod Stewart                  | Sailing                               |
| 13 september | Rod Stewart                  | Sailing                               |
| 20 september | Rod Stewart                  | Sailing                               |
| 27 september | Rod Stewart                  | Sailing                               |
| 4 oktober    | David Essex                  | Hold me close                         |
| 11 oktober   | David Essex                  | Hold me close                         |
| 18 oktober   | David Essex                  | Hold me close                         |
| 25 oktober   | Art Garfunkel                | I only have eyes for you              |
| 1 november   | Art Garfunkel                | I only have eyes for you              |
| 8 november   | David Bowie                  | Space oddity                          |
| 15 november  | David Bowie                  | Space oddity                          |
| 22 november  | Billy Connolly               | D.I.V.O.R.C.E.                        |
| 29 november  | Queen                        | Bohemian rhapsody                     |
| 6 december   | Queen                        | Bohemian rhapsody                     |
| 13 december  | Queen                        | Bohemian rhapsody                     |
| 20 december  | Queen                        | Bohemian rhapsody                     |
| 27 december  | Queen                        | Bohemian rhapsody                     |

1952 ·
1953 ·
1954 ·
1955 ·
1956 ·
1957 ·
1958 ·
1959 ·
1960 ·
1961 ·
1962 ·
1963 ·
1964 ·
1965 ·
1966 ·
1967 ·
1968 ·
1969 ·
1970 ·
1971 ·
1972 ·
1973 ·
1974 ·
1975 ·
1976 ·
1977 ·
1978 ·
1979 ·
1980 ·
1981 ·
1982 ·
1983 ·
1984 ·
1985 ·
1986 ·
1987 ·
1988 ·
1989 ·
1990 ·
1991 ·
1992 ·
1993 ·
1994 ·
1995 ·
1996 ·
1997 ·
1998 ·
1999 ·
2000 ·
2001 ·
2002 ·
2003 ·
2004 ·
2005 ·
2006 ·
2007 ·
2008 ·
2009 ·
2010 ·
2011 ·
2012 ·
2013 ·
2014 ·
2015 ·
2016 ·
2017 ·
2018 ·
2019 ·
2020 ·
2021
- Nederland (Top 40)
- Nederland (Single Top 100)
- Vlaanderen (Radio 2 Top 30)
- Duitsland
- Verenigd Koninkrijk
- Verenigde Staten (Hot 100)